# Piper methysticum
La kava o kava-kava (Piper methysticum G.Forst.) è una pianta arbustiva della famiglia delle Piperacee originaria del Pacifico occidentale.

## Etimologia
L'epiteto specifico deriva dal termine greco latinizzato methysticum per ‘intossicante’. Il nome comune kava(-kava) deriva dalle lingue dell'area di origine della pianta, tongano e marchesano. Nel mondo, il termine kava è utilizzato per riferirsi, oltre che alla pianta, sia alle radici e ai rizomi essiccati messi in commercio come integratori, sia alla bevanda il cui consumo è diffuso tra le popolazioni della Polinesia (comprese le isole Hawaii), della Melanesia, della Micronesia, oltre che in Australia.

## Descrizione
La kava è un arbusto dioico sterile, che si riproduce solo per via vegetativa. Ha foglie larghe cordiformi. Il rizoma è molto sviluppato e ramificato. I fiori sono riuniti in piccole infiorescenze a forma di spiga.

## Farmacologia
I principi attivi contenuti nella kava sono dei derivati fenilpropanici detti kavalattoni. Ne sono stati identificati 18, di cui almeno 15 presentano effetti psicoattivi, anche se solamente 6 di questi sembrano effettivamente contribuire agli effetti ansiolitici. La loro concentrazione nei prodotti fitoterapici tuttavia dipende dal tipo di estratto e dal suo titolo: le diverse procedure di lavorazione portano infatti ad ottenere estratti con una diversa combinazione e concentrazione di principi attivi che quindi determinano effetti terapeutici e collaterali differenti. Per questo negli studi clinici vengono generalmente utilizzati estratti titolati e standardizzati per rendere quanto più replicabili i risultati terapeutici.

### Principi attivi
I principali componenti responsabili dell'azione psicoattiva degli estratti sono la kavainaa, diidrokavainaa, metisticina, diidromiristicina, yangoninaa e desmetossiangonina. Solo questi sono responsabili del 96% dell'azione farmacologica della pianta. Componenti minori sono Flavocaine, Calconi e componenti responsabili dell'attività tossica però non presenti nelle radici, come pipermetistina e altri alcaloidi.

### Farmacodinamica
L'attività terapeutica è dovuta alle seguenti attività biologiche:
- Potenziamento dell'attività del recettore GABAA (da parte di kavaina, diidrokavainaa, metisticina, diidromiristicina e yangonina), similmente alle benzodiazepine.
- Inibizione del reuptake di norepinefrina (da parte di kavaina e metisticina) e probabilmente della dopamina (da parte di kavaina e desmethoxyyangonina), che potrebbero avere effetto antidepressivo.
- Legame al recettore cannabinoide CB1 (da parte di yangonina).
- Inibizione dei canali del sodio voltaggio dipendenti e dei canali del potassio voltaggio dipendenti (da parte di kavaina e metisticina).
- Inibizione delle MAO-B (da parte dei 6 maggiori kavalattoni).

Il legame con il recettore GABA potrebbe essere responsabile delle proprietà ansiolitiche e sedative, similmente ad alcuni ansiolitici, mentre l'aumento della dopamina nel nucleus accumbens dovuta all'inibizione del suo reuptake e delle MAO-B potrebbe essere responsabile delle proprietà leggermente stimolanti che contrastano quelle sedative. Inoltre l'inibizione delle MAO-B potrebbe avere effetti protettivi nei confronti del sistema nervoso centrale. L'Inibizione dei canali voltaggio dipendenti è alla base dell'effetto ansiolitico e stabilizzante dell'umore di alcuni farmaci. Inoltre induce effetti sul sistema della serotonina responsabili del miglioramento della qualità del sonno.
L'insieme bilanciato di queste azioni genera complessivamente un'azione ansiolitica e leggermente sedativa, senza però generare effetti marcati sulle capacità cognitive e stordimento tipico invece dei sedativi benzodiazepinici (come diazepam e alprazolam).

## Usi fitoterapici
Le radici della pianta sono comunemente utilizzate per produrre degli estratti dagli effetti ansiolitici, distensivi e anti-dolorifici e ciò ne ha promosso la scoperta nel mondo occidentale come fitoterapico per gli stati ansiosi e l'insonnia.
I prodotti fitoterapici a base di kava-kava sono confezionati sotto forma di infusi delle radici essiccate o di estratti concentrati confezionati in capsule. Gli effetti terapeutici dipendono dal tipo di estratto , dalla varietà specifica e dall'età della pianta nonché dalla modalità di assunzione e concentrazione di attivi nel prodotto. In genere, i prodotti fitoterapici di alta qualità producono uno stato di rilassamento ed un effetto ansiolitico senza compromissione delle capacità cognitive.
Diversi studi condotti usando estratti standardizzati e titolati ad alta concentrazione di attivi, dimostrano che il potere ansiolitico è comparabile a quello delle benzodiazepine rispetto alle quali però non sono presenti fenomeni di rallentamento cognitivo, mio rilassamento, dipendenza e tolleranza.
Particolare attenzione è stata rivolta alla sua possibile epatotossicità e ciò ha avuto ampia risonanza nei media. Tuttavia l'Organizzazione Mondiale della Sanità afferma che il consumo moderato di estratti acquosi delle radici di Kava, prodotti con adeguati standard qualitativi, non presenta particolari rischi per la salute. Rischi potrebbero invece sussistere quando ad essere consumati sono estratti di bassa qualità contenenti altre parti della pianta, oltre alle radici, prodotti con solventi organici e che contengono un'eccessiva quantità di composti potenzialmente tossici.
In via precauzionale, il ministero della salute ha vietato la vendita di prodotti omeopatici a base di Kava. Tuttavia non è illegale l'acquisto ed il possesso di prodotti a base di tale pianta.